# گویزا
گویزا (به آلمانی: Geusa) یک منطقهٔ مسکونی در آلمان است که در Merseburg واقع شده‌است. گویزا ۱٬۴۸۸ نفر جمعیت دارد.